# Tom Wilequet
Tom Wilequet (25 december 1959) is een medewerker van Studio Vandersteen, de stripstudio die verantwoordelijk is voor onder andere de stripreeks Suske en Wiske. Wilequet is een kleinzoon van Willy Vandersteen. Hij is de zoon van Helena Vandersteen, de dochter van de grootmeester zelf, en acteur Alex Wilequet.

## Biografie
Hij was in de jaren tachtig vormgever bij het weekblad Flair, eerst bij de Franstalige versie en later bij de Nederlandstalige. Hij was in deze tijd ook illustrator en cartoonist bij verschillende dag- en weekbladen.
In het begin van de jaren negentig werkte hij als freelancer voor enkele bladen van de Tijdschriften Uitgevers Maatschappij (TUM), later Mediaxis geheten. 
Halverwege de jaren negentig begon hij een eigen webdesign-bureau.
Wilequet trad in dienst van Studio Vandersteen in september 2002. Hij werkt er als office manager en is verantwoordelijk voor de dagelijkse gang van zaken in de studio, de administratie en de externe contacten met onder andere de dagbladen en Standaard Uitgeverij.
Hij zorgt ervoor dat de platen van de nieuwe Suske en Wiske-verhalen worden aangeleverd bij de kranten en de uitgeverij. Hij heeft het lettertype van de verhalen bewerkt tot een Mac postscript-font, zodat het letteren nu met de computer kan worden gedaan.
Hij heeft ook de website van de studio ontworpen, die halverwege 2005 online is gegaan.